# Berenika I
Berenike I – wieloletnia kochanka, a następnie żona Ptolemeusza I Sotera i królowa Egiptu.

## Życiorys
Wcześniej była żoną Macedończyka Filipa i urodziła mu syna – Magasa oraz córkę – Antygonę. Została żoną Ptolemeusza. Z ich związku urodził się Ptolemeusz II Filadelfos, Arsinoe II i Filotera. Przeżyła męża o 2 lata – zmarła w 279 p.n.e.